# Cora 670
La Cora 670 és una cora grega arcaica tardana de marbre de Paros, creada al voltant del 520-510 abans de la nostra era, i fa 1,15 cm.
Es troba entre les korai de l'Acròpoli d'Atenes, que tenien una funció d'ofrena, a la dea Atena. En l'actualitat, es conserva al Museu de l'Acròpoli d'Atenes, a la Galeria de l'Acròpoli Arcaica sota l'epígraf "Akrópolis 670". Es creu que la va esculpir Antènor o Endeu, que varen esculpir l'Atena del frontó de la gigantomàquia, que adornava l'antic Temple d'Atena.

## Descobriment
El 1886, aquesta estàtua juntament amb les altres korai, com ara la Cora d'Antènor, la Kore d'Eutídic i la Kore amb el peple, van ser descobertes en excavacions fetes al nord-oest de l'Erecteu, en el que es coneix com el Perserschutt ('enderrocs perses' en alemany).

## Descripció
Cada kore de l'Acròpoli té un abillament diferent. A diferència dels altres korai, la Cora 670 duu un quitó lligat al voltant de la cintura. També conserva un braçalet. Porta els cabells trenats i un estèfan adornat amb palmetes i lotus metàl·lics.
Té el braç esquerre baixat fins a la cintura, agafant el quitó; i el dret, al qual li manca la mà, estés cap endavant. La seua expressió conserva el somriure arcaic, però més suau, amb la comissura exterior dels llavis retallada.
En comparació amb altres korai de l'Àtica, és esvelta, i el seu estil coincideix amb el de Quios, cosa que indica un intercanvi cultural i que els artistes realitzaven encàrrecs de diferents parts de Grècia.
Aquesta cora és famosa per conservar part la policromia original, sobretot els vermells, i una mica de groc.

## Exposició a l'estranger
De març al setembre del 2022 la van prestar al Museu Reial d'Ontario per a commemorar el 80é aniversari de les relacions grecocanadenques, que van començar el 1942 amb el govern en l'exili durant l'Ocupació de Grècia per les Forces de l'Eix.
Des de maig del 2023 fins al 8 de gener del 2024 estigué en préstec en el Museu de Belles arts de Boston, exposada en la galeria Early Greek Art.